# ヴァルゲルドゥル・スヴェリスドッティル
ヴァルゲルドゥル・スヴェリスドッティル（アイスランド語: Valgerður Sverrisdóttir、1950年3月23日 - ）は、アイスランドの政治家。外務大臣や産業・通商大臣を歴任した。
1987年に進歩党から立候補し初当選。1995年から1999年まで進歩党会派の会長を務めた。1983年から進歩党中央委員会のメンバーである。

## 批判
産業・通商大臣を務めていた2006年当時、環境への影響や外国人労働者などの問題について論争が起きていたカウランユーカル水力発電所の建設に関し、環境に与える影響を過小評価しているとして、環境保全協会から告発を受けた。さらに、地質学者のグリムル・ビョルンソンがニュース番組において、自らが入手したとする内部資料を基に、同発電所の建設を批判した。
ヴァルゲルドゥルは国会（アルシング）で釈明に追われたものの、土壇場になって全ての告発を拒絶、同発電所の建設延期に反対すると共に、貯水先であるハルストン貯水池の洪水対策に全力を尽くすと表明した。